# Ostatni człowiek
Ostatni człowiek (ang. The Last Man) – anglojęzyczna powieść apokaliptyczna Mary Shelley opublikowana w 1826 w Wielkiej Brytanii. Utwór opowiada o losach świata w drugiej połowie XXI wieku, kiedy ludzkość powoli ulega zagładzie w wyniku epidemii. Powieść spotkała się z negatywnym odbiorem krytyków, przez co jej nakład został wstrzymany do II połowy XX wieku. W 1924 powstał luźno oparty na powieści film niemy The Last Man on Earth.

## Publikacja i odbiór
Pisząc Ostatniego człowieka, Mary Shelley inspirowała się francuską powieścią o podobnej tematyce, Le Dernier homme (z ang. Ostatni człowiek) Cousina de Grainville, wydaną w Londynie jako Omegarus and Syderia bez podania imienia autora.
Powieść Ostatni człowiek została wydana w 1826 w Londynie przez Henry'ego Colburna i była z początku promowana jako nowy romans, a raczej opowieść prorocza. Była to pierwsza powieść apokaliptyczna napisana oryginalnie w języku angielskim. Francuska powieść o tym samym tytule Le Dernier Homme powstała w 1805.
Książka była szeroko krytykowana w XIX wieku. Zarzucano jej, że jest zbyt ponura, a podjęta tematyka, czyli próba opisania ostateczności, jest niemożliwa. Gazeta The Literary Gazette określiła powieść mianem odrażający ciąg okropieństw, a The Monthly Review napisała o niej wynik chorej wyobraźni i najbardziej zanieczyszczonego smaku.
Powieść nie odniosła rynkowego sukcesu. Wznowiono ją po długiej przerwie w II połowie XX wieku. W 1924 powstał luźno oparty na powieści film niemy The Last Man on Earth.

## Świat przedstawiony
Akcja powieści jest umiejscowiona w II połowie XXI wieku, czyli ponad 200 lat od roku jej wydania. Przedstawiony świat nie różni się pod względem technologicznym od czasów, w których żyła autorka. Jedyną zauważalną różnicą jest to, że w książce Ostatni człowiek balony są powszechnym środkiem transportu.
Przyszłość opisana w książce znacząco różni się od czasów autorki pod względem geopolitycznym. Anglia staje się republiką, rządzoną przez lorda protektora, a angielski parlament jest zdominowany przez trzy frakcje: arystokratów, demokratów i rojalistów.

## Postacie
Lionel Verney – główny bohater, narrator i tytułowy ostatni człowiek. Jest synem byłego dworzanina. Zostaje osierocony w młodym wieku i żyje w ubóstwie, co doprowadziło go do zostania przestępcą. Zmienił się pod wpływem przyjaźni z Adrianem, który zapewnił mu środki potrzebne do poprawy własnej sytuacji. Jego pierwowzorem była sama autorka powieści Mary Shelley.
Adrian, Earl Windsor – Syn ostatniego króla Anglii i najbliższy przyjaciel Lionela. Wbrew woli swojej matki, jest republikaninem i nie interesuje go ani restauracja monarchii, ani przejęcie władzy, choć jest skłonny dowodzić w ostateczności dla dobra ogółu. Nie interesuje go przede wszystkim nauka i filozofia. Jego pierwowzorem był mąż autorki powieści Percy Bysshe Shelley.
Lord Raymond – słynny szlachcic, który zdobył sławę dzięki swoim dokonaniom w wojnie grecko-tureckiej. Jest charyzmatyczny i ambitny, ale potrafi zrezygnować z planów pod wpływem emocji. Pomimo dyskusyjnej moralności, jest zdolny do poświęceń dla dobra ogółu. Jego pierwowzorem był partner siostry przyrodniej autorki powieści George Gordon Byron.
Perdita – młodsza siostra Lionela. Wyróżnia się lojalnością i przywiązaniem do bliskich osób. Jej pierwowzorem była przyrodnia siostra autorki powieści Claire Clairmont.
Idris – siostra Adriana
Była królowa Anglii – austriacka księżniczka i matka Adriana oraz Idris. Dąży do restauracji monarchii w Anglii za pośrednictwem swoich dzieci.

## Streszczenie fabuły

### Wstęp
We wstępie narrator opowiada jak ze swoim towarzyszem zwiedzał jaskinie w Neapolu w 1818 roku. W jednej z nich odnalazł przepowiednię Sybilli Kumańskiej, która opisywała zdarzenia mające miejsce w dalekiej przyszłości. Narrator postanowił opracować zawartą w przepowiedni historię i spisać ją w postaci niniejszej powieści.
Powieść jest prowadzona w narracji pierwszoosobowej przez mężczyznę o imieniu Lionel Verney i zaczyna się w drugiej połowie XXI wieku w Anglii.

### Tom I
Ojciec Lionela jest przyjacielem króla Anglii. Poprzysięga mu dozgonną służbę w zamian za pomoc w spłaceniu długów. Otrzymuje od monarchy pieniądze, lecz postanawia je najpierw postawić w grach hazardowych i nie tylko wszystko przegrywa, ale dodatkowo powiększa swój dług. Zawstydzony postanawia nie wracać do króla i ukrywa się w hrabstwie Cumberland. Gdy męczy go gorączka, opiekuje się nim córka ubogiego chałupnika. Później zostają parą, a z ich związku rodzi się główny bohater powieści Lionel Verney. Jego ojciec, chcąc przed śmiercią pomóc swojemu synowi, wysyła do króla list, w którym prosi go o wsparcie dla rodziny. Nie otrzymuje jednak odpowiedzi. Lionel dorasta wraz z o trzy lata młodszą siostrą Perditą. Z czasem podejmuje pracę jako pomocnik pasterza. Przed 2073 rokiem zostaje osierocony przez oboje rodziców i zaczyna wieść żywot rozbójnika.
W 2073 roku, pod naciskiem społeczeństwa, król Anglii abdykuje i zostaje ustanowiona republika. Były monarcha przyjmuje tytuł Earla Windsor i zachowuje swój zamek. Niedługo potem umiera, osierocając dwójkę dzieci - syna Adriana, który dziedziczy po nim tytuł, i córkę Idris. Ich matka jest austriacką księżniczką i nakłania swojego syna do podjęcia czynności w celu restauracji monarchii. Adrian jednak nie wykazuje zainteresowania tronem angielskim i spędza czas głównie na edukowaniu się.
Earl Adrian przybywa do swojej posesji w Cumberland, nad jeziorem Ullswater. Lionel nienawidzi rodziny królewskiej z powodu niespełnienia woli jego ojca i z zemsty zaczyna kłusować w parku przy posiadłości. Zostaje schwytany przez strażników i zaprowadzony przed oblicze Earla, który okazuje mu łaskę i oferuje swoją opiekę. Postawa Adriana ujmuje Lionela. Wkrótce zostają bliskimi przyjaciółmi. Okazuje się, że list od ojca Lionela zawieruszył się wśród królewskich dokumentów i został odnaleziony przypadkiem dopiero niedawno. Adrian zapewnia swojemu przyjacielowi edukację i dobre stanowisko. Lionel wyjeżdża na dwa lata do Wiednia, gdzie służy jako prywatny sekretarz ambasadora.
Tymczasem w Anglii ogromną popularność zdobywa Lord Raymond, który wsławił się swoimi zwycięstwami w trwającej wojnie grecko-tureckiej. Lionel powraca do Cumberland. Tam dowiaduje się, że Adrian wyjechał z hrabstwa, ponieważ jego ukochana grecka księżniczka Evadne kocha się w Raymondzie. Lionel poznaje słynnego lorda i po odbyciu z nim rozmowy zaczyna go podziwiać. Dowiaduje się też o jego planach poślubienia Idris, co stworzyłoby precedens pozwalający mu zostać królem Anglii. Gdy Lionel poznaje Idris, również się w niej zakochuje. Zostaje przez nią poproszony o odnalezienie jej brata Adriana. Raymond okazuje się też zręcznym politykiem i swoją przemową zdobywa przychylność parlamentu, jednak ostatecznie rezygnuje z ambicji i oświadcza się Perdicie.
Lionel wyrusza balonem do Szkocji, gdzie odnajduje schorowanego Adriana i pomaga mu wrócić do zdrowia. Wkrótce deklaruje swoją miłość do Idris, co nie podoba się jej matce, nadal liczącej na restaurację monarchii. Była królowa postanawia podstępnie odurzyć córkę i wywieźć ją do Austrii, gdzie nie będzie miała nic do powiedzenia w sprawie swojego ślubu. Idris dowiaduje się o spisku, więc tylko udaje, że połyka środek nasenny i ucieka wraz z Lionelem, Adrianem, Perditą i Raymondem do Windsor, gdzie żyją szczęśliwie przez kilka lat.

### Tom II
Perdita rodzi córkę, która zostaje nazwana Clara. Raymond decyduje się kandydować na stanowisko Lorda protektora i wygrywa wybory. W końcu wychodzi na jaw, że ma romans z Evande, co unieszczęśliwia Perditę. Raymond przytłoczony ciężarem swojej sytuacji poddaje się do dymisji i razem z Adrianem wyrusza do Grecji, aby wziąć udział w toczącej się wojnie. Po roku Adrian wraca i przekazuje rodzinie informację o zaginięciu Raymonda. Perdita jest zdeterminowana, aby odnaleźć lorda, którego nadal kocha. Wraz z Lionelem i Clarą wyrusza do Grecji na poszukiwania.
Po przybyciu do Grecji okazuje się, że Raymont został wzięty do niewoli, a w Konstantynopolu, do którego zdobycia przymierzają się Grecy, trwa zaraza. Po trwających dwa miesiące negocjacjach, Turcy zgadzają się uwolnić Lorda. Lionel bierze udział w bitwie na wyspie Rodos, gdzie odkrywa, że Evande przebrała się za żołnierza, aby móc brać udział w wojnie. Księżniczka umiera od odniesionych ran, lecz przed śmiercią przepowiada wielką zagładę.Turcy opuszczają miasto w obawie, a Grecy boją się do niego wejść w obawie przed zarazą. Raymond udaje się do miasta sam niszczy je w eksplozji, poświęcając własne życie. Lord zostaje pochowany na hymetańskich wzgórzach, a Perdita postanawia wybudować w okolicy chatę i w niej zamieszkać. Lionel, wierząc, że dla własnego dobra powinna wrócić do Anglii, podaje jej środek nasenny i zabiera na pokład statku. Gdy Perdita budzi się i zdaje sobie sprawę co się stało, popełnia samobójstwo, rzucając się do morza, gdy wszyscy śpią.
Lionel przybywa do Anglii w 2092. Na miejscu dowiaduje się, że o brzeg Wysp Brytyjskich rozbił się statek, na którym przy życiu pozostał tylko jeden bardzo chory człowiek, osłabiony i o sczerniałej skórze. Członek załogi przeszedł kilka kroków w stronę miasta, po czym umiera. Lionel czyta w gazecie wieści o tym, że Grecy weszli do ruin Konstantynopolu, aby go odbudować, przez co zaczęli roznosić zarazę, która dotarła już do Tracji i Macedonii. W międzyczasie narrator wspomina, że miał trójkę dzieci. Drugie zmarło, gdy był w Grecji. Pozostałe to dwaj synowie: Alfred i Evelyn. Epidemia powoli opanowuje cały świat i w końcu dociera do Anglii. Lord protektor Ryland rezygnuje ze stanowiska i ucieka, a władzę po nim przejmuje Adrian. Wkrótce Wyspy Brytyjskie zostają najechane przez ludzi z Ameryki Północnej. 

### Tom III
Anglia staje się coraz bardziej opustoszała. Alfred umiera. Lionel, Adrian i Idris decydują się emigrować na południe, do cieplejszych klimatów, wraz z niespełna dwoma tysiącami osób. Przed wyjazdem otrzymują list od służącej Lucy Martin, która prosi o pomoc w eskorcie, ponieważ jej chora matka nie może iść o własnych siłach. Lionel wraz z żoną wyrusza do służącej. W trakcie śnieżycy Idris umiera. Była królowa Anglii dowiaduje się o śmierci córki i godzi się z Lionelem. Gdy ten dociera do Lucy jest już za późno, jej matka nie żyje.
Adrian i Lionel docierają do Francji. Tam dowiadują się, że Paryż uległ wpływom fałszywego proroka, który obiecuje uratować swoich wyznawców przed zarazą. Adrian postanawia skonfrontować się z oszustem. Przeciąga na swoją stronę część mieszkańców miasta i razem przenoszą się do Wersalu. Lionel natomiast trafia do lochów. Wkrótce zaraza dosięga także wyznawców fałszywego proroka, co kończy jego panowanie. Z Wersalu powraca około 1500 osób. Lionel, Adrian i reszta decydują się wyruszyć do Szwajcarii, gdzie mają nadzieję spędzić lato. Była królowa umiera w czasie postoju w Dijon. Całą podróż udaje się przeżyć tylko czterem osobom - Lionelowi, Adrianowi, Clarze i Evelynowi. Po pownym czasie idą dalej w stronę Włoch. Evelyn dostaje gorączki i umiera. W trakcie przeprawy przez morze statek podróżników zostaje zatopiony, a Ardian i Clara giną w katastrofie. Lionel sam dociera do Rawenny. Podróżując dalej samotnie nie odnajduje ani jednej żywej osoby. Postanawia spisać swoją historię, choć jest świadomy, że nie ma już nikogo, kto mógłby ją przeczytać. Następnie zamierza udać się w dalszą podróż przez Morze Śródziemne. 

## Aspekty autobiograficzne
Postacie występujące w książce są inspirowane prawdziwymi osobami, które autorka, Mary Shelley, znała osobiście. Adrian, Earl Windsor jest wzorowany na mężu autorki Percym Bysshe Shelleyu. George Gordon Byron zainspirował postać Lorda Raymonda. Sama autorka odwzorowała się pod postacią głównego bohatera, Lionela Verney. Jej cechy posiada także siostra głównego bohatera Perdita, która reprezentowała również siostrę przyrodnią autorki, Claire Clairmont. Shelley świadoma marzenia Clairmont o poślubieniu Byrona, zawarła w książce wątek małżeństwa Perdity i Raymonda, który kończy się tragicznie. 